# Kombucha
Kombucha este o băutură fermentată, ușor efervescentă, îndulcită, de tip ceai negru, consumată în mod obișnuit pentru presupusele sale beneficii pentru sănătate. Uneori, băutura este denumită ceai (de) kombucha pentru a o distinge de culturile de bacterii și drojdii care poartă același nume (ciuperca în sine are denumirea științifică Medusomyces gisevii). Frecvent i se adaugă suc, condimente, fructe sau alte arome.
Se crede că Kombucha își are originea în China, unde băutura este considerată tradițională. Până la începutul secolului al XX-lea, băutura s-a răspândit în Rusia, apoi în alte părți ale Europei de Est și în Germania. Kombucha este în prezent preparată la nivel global în casă, fiind, de asemenea, îmbuteliată și vândută în comerț. Piața globală de kombucha valora aproximativ 1,7 miliarde de dolari SUA în 2019.
Kombucha este produsă prin fermentarea simbiotică a ceaiului cu zahăr folosind o cultură simbiotică de bacterii și drojdii numită în mod obișnuit „ciupercă” (sau „mother” în engleză). Populațiile microbiene dintr-o cultură simbiotică variază. Componenta de drojdie include în general Saccharomyces cerevisiae, împreună cu alte specii; componenta bacteriană include aproape întotdeauna Gluconacetobacter xylinus pentru a oxida alcoolii produși de drojdie la acid acetic (și alți acizi). Deși cultura simbiotică este denumită în mod obișnuit „ciuperca de ceai” sau „ciupercă”, este de fapt „o creștere simbiotică a bacteriilor de acid acetic și a speciilor de drojdie osmofile într-o zooglee [biofilm]”. Se spune că bacteriile vii sunt probiotice, unul dintre motivele popularității băuturii. 
S-a afirmat că numeroase beneficii pentru sănătate sunt corelate cu consumul de kombucha; există puține dovezi care să susțină oricare dintre aceste afirmații.   Băutura a provocat rare efecte adverse grave, care pot apărea din contaminare în timpul preparării acasă.  Nu este recomandată în scop terapeutic. 